# Pia Wurtzbachová
Pia Alonzo Wurtzbachová (* 24. září 1989 Stuttgart) je filipínská modelka a herečka. V roce 2015 byla zvolena úřadující držitelkou titulu Miss Universe.

## Život
Narodila se ve Stuttgartu německému otci a filipínské matce, od dětství žije ve filipínském městě Cagayan de Oro. Od roku 1996 vystupovala jako dětská herečka a moderátorka na televizní stanici ABS-CBN pod jménem Pia Romero, pod kterým také účinkovala ve filipínských filmech Kung Ako Na Lang Sana (2003), All My Life (2004) a All About Love (2006). Absolvovala kulinářskou školu v Manile. Třikrát se zúčastnila národní soutěže krásy Binibining Pilipinas, kterou v roce 2015 vyhrála a kvalifikovala se tak do finále Miss Universe konaného 20. prosince 2015 v Las Vegas. V závěru soutěže moderátor Steve Harvey vyhlásil vítězkou Ariadnu Gutiérrezovou z Kolumbie, ale po pár minutách se omluvil a opravil výsledky, takže korunku pro Miss Universe získala Wurtzbachová jako třetí zástupkyně Filipín v historii.